# Station Kozłowo
Station Kozłowo is een spoorwegstation in de Poolse plaats Kozłowo.